# Janczewo (gromada w powiecie łomżyńskim)
Janczewo – dawna gromada, czyli najmniejsza jednostka podziału terytorialnego Polskiej Rzeczypospolitej Ludowej w latach 1954–1972.
Gromady, z gromadzkimi radami narodowymi (GRN) jako organami władzy najniższego stopnia na wsi, funkcjonowały od reformy reorganizującej administrację wiejską przeprowadzonej jesienią 1954 do momentu ich zniesienia z dniem 1 stycznia 1973, tym samym wypierając organizację gminną w latach 1954–1972.
Gromadę Janczewo z siedzibą GRN w Janczewie utworzono – jako jedną z 8759 gromad – w powiecie łomżyńskim w woj. białostockim, na mocy uchwały nr 18/V WRN w Białymstoku z dnia 4 października 1954. W skład jednostki weszły obszary dotychczasowych gromad Janczewo, Janczewko, Bronaki Olki, Bronaki Pietrasze, Pieńki Borowe, Korytki i Kaimy oraz miejscowość Grabnik kolonia z dotychczasowej gromady Rostki ze zniesionej gminy Jedwabne oraz obszar dotychczasowej gromady Kownaty ze zniesionej gminy Drozdowo w tymże powiecie. Dla gromady ustalono 13 członków gromadzkiej rady narodowej.
31 grudnia 1959 z gromady Janczewo wyłączono wieś Kownaty oraz obszar lasów państwowych N-ctwa Mały Płock obejmujący oddział 98 włączając je do gromady Jeziorko, po czym gromadę Janczewo zniesiono włączając jej (pozostały) obszar do nowo utworzonej gromady Jedwabne.